# L'aria di domenica
L'aria di domenica è stato un programma televisivo italiano, in onda su LA7 dal 15 novembre al 20 dicembre 2020 e condotto da Myrta Merlino con la collaborazione di Gerardo Greco e Vauro.

## Programma
Il programma, spin-off de L'aria che tira, trattava di temi politici, economici e di attualità con ospiti in studio, servizi e collegamenti, secondo la formula del talk show. Andava in onda la domenica pomeriggio dalle 14:10 (subito dopo l'edizione delle 13:30 del TG LA7) fino alle 16:30 circa.
Nel dettaglio era diviso in due parti, la prima fino alle 15:35 circa e la seconda fino alle 16:30 circa.
A causa di ascolti troppo bassi, il programma è stato chiuso dopo 6 puntate.

## Edizioni
| Edizione | Prima puntata    | Ultima puntata   | Puntate | Share |
| -------- | ---------------- | ---------------- | ------- | ----- |
| 1ª       | 15 novembre 2020 | 20 dicembre 2020 | 6       | 2,30% |